# Трачки коњаник
Трачки коњаник Хероса је митолошко биће за које се у античком свету веровало да представља посредника између света живих и богова. Трачки коњаник је истовремено био и велико божанство плодности. Налазио би се на надгробним споменицима, иако се сам коњаник везује за воду. Култна места која су му била посвећена су била близу бунара и извора.

## Приказ коњаника
Коњаник у десној руци држи кратко копље којим убија звер. Уколико нема копље, рука му је подигнута у вис. Својом левом руком најчешће држи узде, штит или лиру. На рељефима се испред коња налази дрво око којег је обавијена змија коју коњ гази предњом ногом. Поред коњаника су приказани пси који јуре звер, најчешће дивљег вепра. Све ово личи на сцену из лова. На неким рељефима се могу наћи просути судови са водом или жене. Ретко се виде жене, али их може бити и неколико. Постоје извесна поистовећивања трачког коњаника са култом Сабазија, трачког бога коњаника и Херо-Сабазија.